# Psyche assamica
Psyche assamica är en fjärilsart som beskrevs av Watt 1898. Psyche assamica ingår i släktet Psyche och familjen säckspinnare. Inga underarter finns listade.